# Nathaniel Giles
Nathaniel Giles (auch Gyles;* um 1558 in oder bei Worcester; † 24. Januar 1633 in Windsor) war ein englischer Organist und Komponist.

## Leben
Er war der Sohn des Organisten Thomas Giles und wirkte nach seiner Ausbildung in Oxford als Organist an der Kathedrale seiner Heimatstadt. Im Jahr 1585 wurde er an St. George’s Chapel in Windsor berufen, neben Westminster Abbey Begräbniskirche der englischen Könige. Er war hier als Organist und Chormeister tätig und bekleidete dieses Amt bis zu seinem Ableben. Gleichzeitig wirkte er seit 1596 als Knabenchorleiter an der Chapel Royal in London.
Er schuf vorwiegend Vokalmusik, darunter 20 Anthems und sechs Motetten in lateinischer Sprache.